# Basilica da Estrela
La Basilica da Estrela, o Basilica Reale e Convento del Santíssimo Coração de Jesus, è un tempio cattolico ed ex convento di monache carmelitane situato nella città di Lisbona, in Portogallo. Questa vasta chiesa, sormontata da una cupola, sorge sulla sommità di una collina a ovest della città, essendo uno dei punti di riferimento della zona di Lapa (Parrocchia di Nossa Senhora da Lapa à Estrela, o semplicemente Parrocchia di Lapa), e dà nome all'omonima parrocchia.

## Storia
Nella seconda metà del XVIII secolo, D. Maria I e D. Pedro III, rispettivamente figlia e genero e fratello di D. José I, giurarono che avrebbero costruito una chiesa se avessero avuto un figlio che potesse ereditare il trono. Il loro desiderio fu esaudito e la costruzione del tempio iniziò nel 1779. Purtroppo, però, il ragazzo, battezzato come D. José, morì di vaiolo, due anni prima che la costruzione fosse completata, nel 1790.
Il progetto venne curato dagli architetti della Scuola di Mafra.

## Descrizione

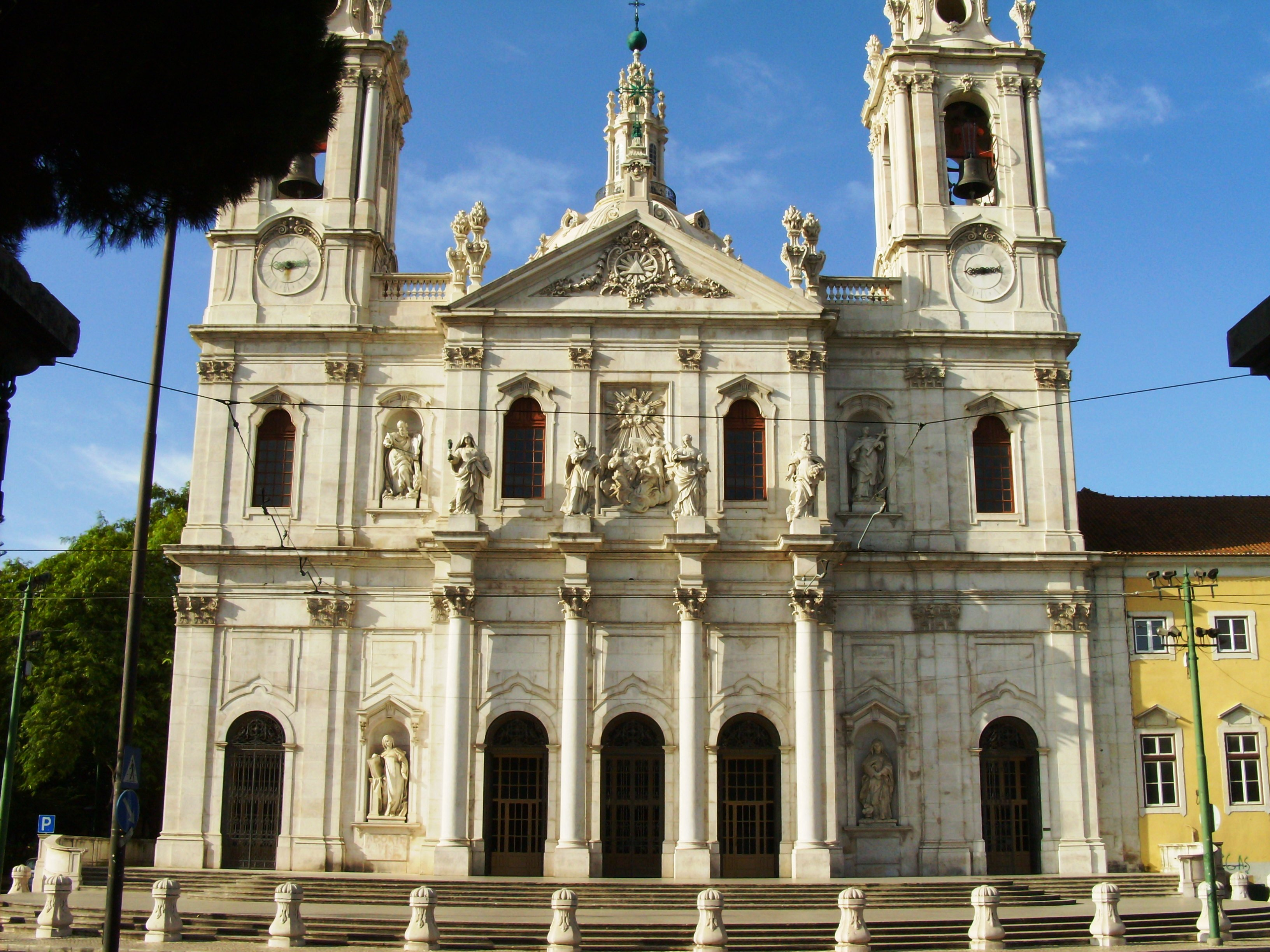
Facciata della Basilica da Estrela.

Il tempio ha caratteristiche del tardo barocco e dello stile neoclassico.
La facciata è fiancheggiata da due torri gemelle e decorata al centro da un rilievo che rappresenta il Sacro Cuore di Gesù con statue di santi (Elia, Teresa d'Avila, Giovanni della Croce e Maria Maddalena de' Pazzi) e figure allegoriche (Fede, Devozione, Gratitudine e Liberalità), di Joaquim Machado de Castro e dei suoi allievi. 
L'ampio interno, in marmo grigio, rosa e giallo, illuminato da aperture nella cupola, infonde un rispettoso timore reverenziale. Diversi dipinti di Pompeo Batoni adornano l'interno. La tomba in stile impero, di D. Maria I, morto in Brasile, si trova nel transetto destro. Chiuso in una stanza vicina, c'è uno straordinario presepe di Machado de Castro, formato da più di 500 figure in sughero e terracotta.
Questo tempio ha due organi: il grande organo (costruito nel 1789) e l'organo del coro (1791), entrambi costruiti dall'organaro António Xavier Machado e Cerveira. L'organo del coro è stato restaurato nel 1998. Nel 2009 è stata creata la Schola Cantorum della Basilica da Estrela (SCBE), la cui missione è riattivare in Portogallo la pratica della migliore musica liturgica, una tradizione scomparsa due secoli fa ed ancora pienamente viva in altri paesi europei.

## Curiosità

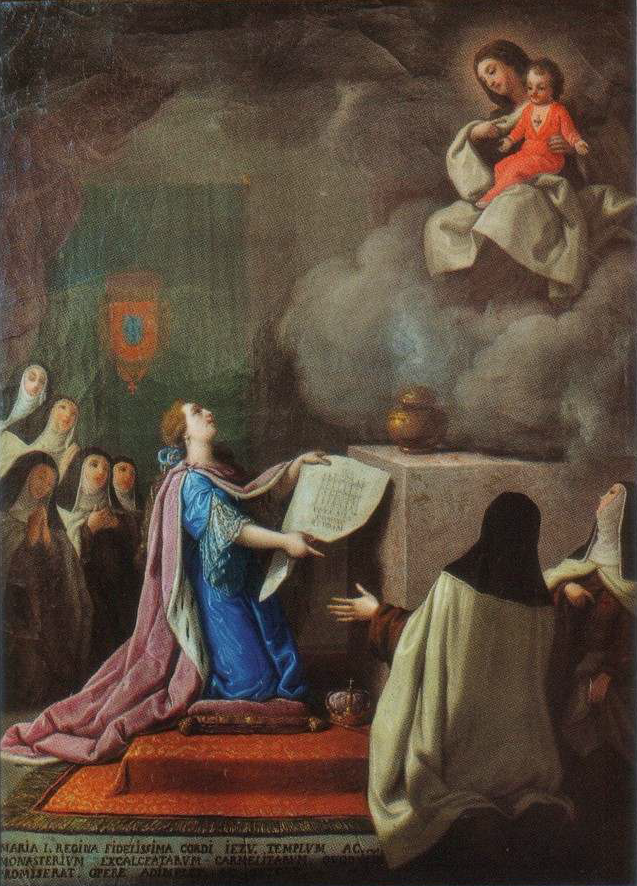
Donazione della Basilica da Estrela alla Madonna da parte di D. Maria I (1778 ca), di Joaquim Manuel da Rocha

La Basilica da Estrela è stata la prima chiesa al mondo dedicata al Sacro Cuore di Gesù basata sulle rivelazioni di Cristo a Santa Margherita Maria d'Alacoque e successivamente cointestata alla Maria del Divin Cuore.
La regina Maria I è l'unico monarca portoghese della dinastia Bragança (ad eccezione del re Pedro IV del Portogallo, imperatore del Brasile, che è sepolto nella città di San Paolo) che non si trova nel Pantheon della dinastia di Bragança, ma nella Basilica da Estrela, che lei stessa fece costruire.